# Santa-Reparata-di-Moriani
Santa-Reparata-di-Moriani (kors. Santa Riparata di Moriani) – miejscowość i gmina we Francji, w regionie Korsyka, w departamencie Górna Korsyka.
Według danych na rok 1990 gminę zamieszkiwało 37 osób, a gęstość zaludnienia wynosiła 4 osoby/km².